# Masovni mediji
Masovni mediji ili skraćeno masmediji (eng. mass media), jesu mediji široke potrošnje i širokoga opsega, među njima i internet, dnevne novine, radio i televiziju.
U demokratskim zemljama masovnim medijima i novinarstvu dodijeljen je zadatak pridonositi informiranju pučanstva. Djelomično im se pripisuje uloga četvrte sile.
Masovni mediji mogu provoditi i medijske manipulacije.